# (2814) Vieira
(2814) Vieira es un asteroide perteneciente al cinturón de asteroides, descubierto el 18 de marzo de 1982 por Henri Debehogne desde el Observatorio de La Silla, Chile.

## Designación y nombre
Designado provisionalmente como 1982 FA3. Fue nombrado Vieira en honor al astrónomo brasileño Gilson Vieira.